# Jens Ramme
Jens Ramme (* 2. August 1963 in Halberstadt) ist ehemaliger deutscher Fußballspieler. In der höchsten Spielklasse des DDR-Fußballs, der Oberliga, spielte der Fußballtorwart für die SG Dynamo Dresden und die BSG Fortschritt Bischofswerda.

## Sportliche Laufbahn
Jens Ramme begann seine Karriere in seiner Heimatstadt bei der BSG Lokomotive Halberstadt, bei der er im Frühjahr 1984 noch einmal im Männerbereich aushalf. Seine fußballerische Ausbildung setzte er ab 1977 beim 1. FC Magdeburg fort und besuchte parallel dazu die Kinder- und Jugendsportschule (KJS) in Magdeburg. Beim FCM spielte er nach dem Verlassen des Nachwuchsbereichs in der 2. Mannschaft.
Vom Zweitligisten Glückauf Sondershausen, bei dem er seit Sommer 1984 aktiv war, wechselte der 1,93 Meter große Schlussmann Mitte 1985 zur SG Dynamo Dresden, wo er vor allem in der 2. Mannschaft auflief. Bei den Sachsen war der gelernte Maschinen- und Anlagenmonteur ebenfalls für den Oberligakader vorgesehen und agierte zeitweise hinter der damaligen Nummer 1 Bernd Jakubowski als Ersatztorwart. Am letzten Hinrundenspieltag 1985/86, ausgetragen am 14. Dezember 1985, debütierte der 22-jährige Torsteher in Ost-Berlin in der ostdeutschen Elitespielklasse. Beim 1:1-Remis in der Alten Försterei gegen den 1. FC Union Berlin stand er 90 Minuten als Vertretung für den angeschlagenen Jakubowski zwischen den Pfosten.
Überregionale Bekanntheit erlangte Ramme, der bis dato nur dieses eine Erstligaspiel und eine Pokalpartie für die 1. Mannschaft von Dynamo absolviert hatte, im März 1986 durch das Europapokalspiel gegen den FC Bayer 05 Uerdingen. Beim sogenannten Wunder von der Grotenburg wurde er nach einer 3:1-Halbzeitführung für Dynamo Dresden für den verletzten Jakubowski eingewechselt und musste in der zweiten Halbzeit sechs Tore hinnehmen, davon zwei Elfmeter. „Das war mein Aus bei Dynamo. Damit hatte ich einen Stempel aufgedrückt bekommen, den ich nie wieder los geworden bin“, zog Ramme nach seiner Laufbahn Bilanz.
Ramme bestritt nach dem Match in Krefeld, das ihn ins Rampenlicht katapultierte, für Dresden noch neun weitere Oberligaspiele in dieser Saison. Die den Fußballclubs gleichgestellte Gemeinschaft der Sportvereinigung Dynamo fand im Sommer 1986 im späteren Nationaltorwart Ronny Teuber vom 1. FC Union Berlin den langfristigen Jakubowski-Ersatz. An der siebenten DDR-Meisterschaft der Dresdner, der ersten nach zehn Titeln des BFC Dynamo, im Spieljahr 1988/89 war Ramme mit einem Einsatz beteiligt.
Im Sommer 1989 ging Ramme zur BSG Fortschritt Neustadt und zog bereits zum Jahreswechsel 1989/90 zum Erstligaaufsteiger BSG Fortschritt Bischofswerda weiter. Für die Schiebocker bestritt er im Kalenderjahr 1990 insgesamt neun Partien in der Oberligsawendesaison und nach dem Abstieg der Fortschritt-Elf in der letzten eigenständigen ostdeutschen Zweitligaspielzeit. Nach einer schweren Handverletzung musste Ramme seine Laufbahn beenden.